# آمت نوی‌هاوس
آمت نوی‌هاوس (به آلمانی: Amt Neuhaus) یک شهر در آلمان است که در نیدرزاکسن واقع شده‌است.

## خصوصیات
آمت نوی‌هاوس ۲۳۷٫۱۶ کیلومترمربع مساحت دارد ۶ متر بالاتر از سطح دریا واقع شده‌است.